# ماورو فرنانديز (سياسي)
ماورو فرنانديز (بالإسبانية: Mauro Fernández Acuña)‏ (و. 1843 – 1905 م) هو سياسي، ومحامي، وقاضي كوستاريكي، ولد في سان خوسيه، كوستاريكا، توفي في سان خوسيه، كوستاريكا، عن عمر يناهز 62 عاماً.